# Малле дю Пан, Жак
Жак Малле дю Пан (5 ноября 1749, Селиньи, Женева — 10 мая 1800, Ричмонд, Большой Лондон) — французский журналист.
Редактировал в Париже, потом в Женеве до 1782 г. «Annales politiques et littéraires». Убежденный противник революции, он получил от короля поручение отправиться в Кобленц и Франкфурт, чтобы условиться с эмигрантами и вождями коалиции относительно освобождения короля и вторжения во Францию; но не успел еще Малле исполнить это поручение, как король был заключен в Тампль.
Не имея возможности возвратиться в Париж, он совершил несколько путешествий по европейским государствам, везде вступая в деятельную переписку с иностранными дворами и эмигрировавшими французскими принцами. В 1799 г. Малле прибыл в Англию и издавал там «Mercure britannique», наделавший много шума. Ему принадлежат еще: «Discours de l’influence des lettres sur la philosophie» (1772), «Du principe des factions en général» (1791), «Correspondance politique» (1796) и др.